# 林南迈基游乐园

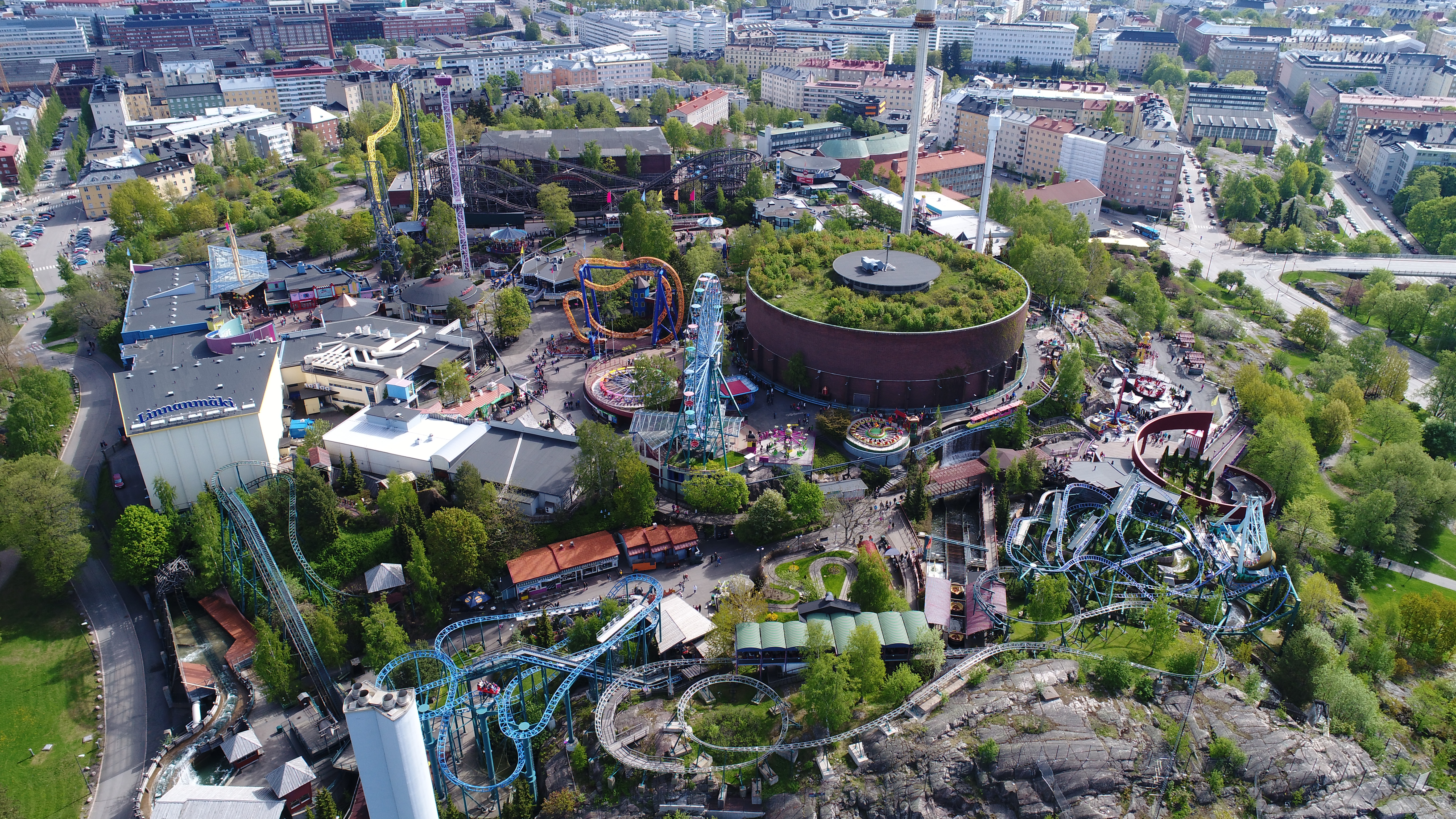
林南迈基游乐园

林南迈基（芬蘭語：Linnanmäki）是位於芬蘭首都赫爾辛基的一座遊樂園。林南迈基開業於1950年5月27日。
林南迈基内有45种不同的游乐设施。除此之外，游乐园内还有电子游戏厅、各种小游戏、售货亭、餐馆、剧院，以及一个海洋馆。每天大约有七千位游客，每年游客数量超过一百万。2006年8月林南迈基迎來了其第五千萬位遊客。
林南迈基游乐园是由一家名为“儿童日基金会”（芬蘭語：Lasten Päivän Säätiö）的机构拥有，该机构在2014年的营业额大约为两千五百万欧元。据一家旅游业促进机构在2007年做的调查显示，林南迈基为芬兰游客最多的旅游景点。儿童日基金会每年从盈利中发放资金赞助儿童保护事业。2015年儿童日基金会为各种儿童保护项目发放了四百一十万欧元的资助。

## 历史
1950年赫尔辛基市政府把游乐园现址的一块区域租赁给几个儿童保护组织，租赁期为三年。这些儿童保护组织在那里创建了游乐园。现今游乐园的经营由成立于1956年的“儿童日基金会”来负责。游乐园最初时面积有5.37公顷，在1956年扩展至约7.27公顷。
林南迈基历史上发生的事故中有两人死亡。1953年有一名过山车驾驶员因故死亡。1985年一名游客不明原因打开了车厢中的安全挡板而从过山车上摔下而亡。

## 游乐设施
林南迈基里大概有40多种游乐设施，其中有9种免费提供给顾客使用。游乐园里历史最久的设施为制造于1896年的旋转木马。最受欢迎的设施是自1951年启用的传统木制过山车。2019年6月则启用了新的名为Taiga的过山车。